# Easington (Northumberland)
Pour les articles homonymes, voir Easington.
Easington est un village du Northumberland, en Angleterre.